# لائو لیشی
لائو لیشی (انگلیسی: Lao Lishi؛ زادهٔ ۱۲ دسامبر ۱۹۸۷) شیرجه‌رو اهل چین است.
وی در مسابقات کشوری و بین‌المللی در مجموع برندهٔ ۳ مدال طلا، ۲ مدال نقره شده‌است.